# Политехничка школа Бања Лука
Политехничка школа једна је од средњих школа у Бањој Луци. Налази се у улици Николе Пашића бб.

## Историјат
Школа ученика у привреди, познатија као ШУП (колоквијално Шупара), под тим називом ради од 1993. године, а основана је много раније и кроз историју је мијењала називе, локације и занимања које је образовала. Данашњи назив, Политехничка школа, је добила 18. августа 2020. Данас образује и васпитава око шесто ученика и запошљава око шездесет радника. Учествују у такмичењима у оквиру струка које образују, на локалном и државном нивоу, а познати су по бројним успјесима спортских секција. Стручно теоретска и практична настава се одвија у кабинетима и радионицама за практичну наставу, сви кабинети и радионице су опремљене потребним наставним средствима и машинама. Садрже образовна подручја Шумарство и обрада дрвета – Шумарски техничар и Техничар за обраду дрвета CNC, Електротехника – Техничар мултимедија, Техничар информационих технологија, Ауто-електричар и Електричар-електроинсталатер и Текстилство и кожарство – Дизајнер модни техничар.

## Активности
Политехничка школа Бања Лука организује и учествује у бројним активностима, неке од њих су:
- Регионално такмичење из српског језика 2023.[4]
- Смотра ученичких радова у струци Текстилство и кожарство 2023.[5]